# Сервер последовательных интерфейсов
Сервер последовательных интерфейсов, преобразователь или конвертер последовательных интерфейсов в Ethernet, консольный сервер, сервер терминалов  (англ. Serial Device Server, Console server, Terminal server) — это сетевое устройство, которое передаёт данные между локальной сетью Ethernet и последовательным портом устройства (COM-портом, таким как RS-232/422/485).
Основная задача сервера последовательных интерфейсов состоит в том, чтобы позволить любому устройству с последовательным портом, такому как принтер, сканер или система климат-контроля, использовать для подключения к ПК сеть Ethernet вместо последовательного порта компьютера. Это позволяет любому ПК получить доступ к последовательному устройству через сеть Ethernet, в том числе через Интернет.

## Процесс работы
Сервер последовательных интерфейсов превращает любое устройство с последовательным портом(RS-232/422/485) в устройство с поддержкой Ethernet.
Например, старый принтер не поддерживающий сеть Ethernet, который традиционно работал бы только при подключении к COM-порту компьютера, можно преобразовать в сетевой принтер и управлять им из любого места, подключив его к серверу последовательных интерфейсов. Это достигается с помощью создания виртуальных СОМ портов, которые имитируют встроенные СОМ порты ПК (драйвер на ПК связывается с аппаратным СОМ портом сервера последовательных интерфейсов используя IP адрес и TCP порт).
Сервер последовательных интерфейсов представляет собой очень простое устройство, которое не предлагает никакой аутентификации и настроек безопасности, и может только подключить последовательное устройство к сети Ethernet. Продвинутые версии уже имеют больше возможностей, подобных функциональности коммутаторов и маршрутизаторов Ethernet.
Серверы без защиты или аутентификации используются в ситуациях, когда данные и доступ к последовательным устройствам не являются проблемой безопасности, например, в сценариях использования принтера в локальном офисе.
Более сложные модели с поддержкой шифрования данных и аутентификацией используются в ситуациях, где важна безопасность, таких как удалённое управление критическими системами, управления механизмами на заводе и промышленных предприятиях, в том числе через Интернет, где безопасность имеет первостепенное значение.

## Режимы работы
Подключение через СОМ порт (serial-based applications with a COM/TTY port driver):
С помощью специального драйвера на ПК создаётся «виртуальный» СОМ, который связан с аппаратным СОМ портом сервера последовательных интерфейсов. Существуют драйвера для ОС Windows и Linux.
Подключение по TCP сокету (Raw TCP socket): Подключение по TCP сокету между сервером последовательных интерфейсов и другим устройством (режим TCP Client-TCP Server). Возможно подключение точка-точка или точка-множество устройств.
Подключение по UDP сокету (Raw UDP socket): Подключение по UDP сокету между сервером последовательных интерфейсов и другим устройством. Возможно подключение точка-точка или точка-множество устройств.
Консольное подключение (Reverse Telnet, Reverse SSH): Используется Telnet или SSH для доступа к устройству с последовательным портом. На ПК должен быть запущен Telnet или SSH клиент для подключения к серверу последовательных интерфейсов.
Последовательный туннель через два сервера: Возможно организовать проброс СОМ портов через два сервера соединённых по Ethernet и настроенных друг на друга, один выступает в роли TCP Client, а другой TCP Server.
Режим виртуального модема (Virtual modem): Позволяет устройствам, поддерживающим работу только через модем, передавать данные по Ethernet с помощью AT команд.